# Willem George Frederik van Oranje-Nassau

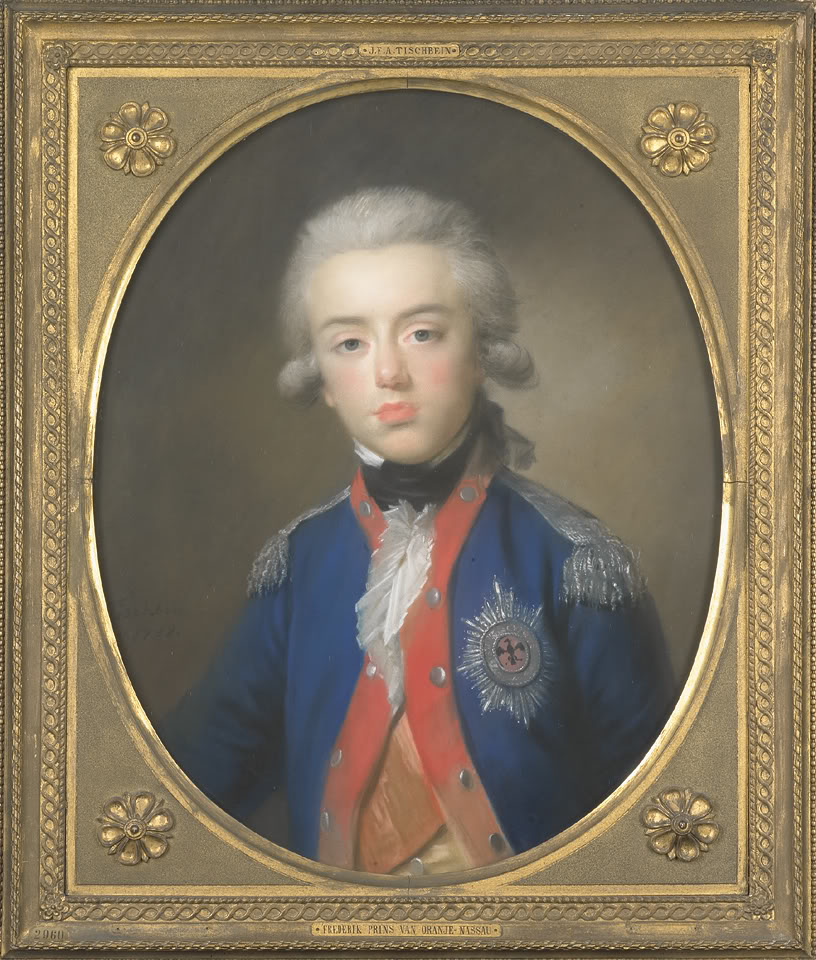
Willem George Frederik van Oranje-Nassau

Willem George Frederik van Oranje-Nassau (Den Haag, 15 februari 1774 - Padua, 6 januari 1799) was de jongste zoon van erfstadhouder en prins van Oranje Willem V en prinses Wilhelmina van Pruisen, bijgenaamd Fritz. Hij was de broer van koning Willem I der Nederlanden.

## Opleiding en in Staatse dienst
In zijn jeugd werd prins Frederik opgeleid door generaal Stamford, de rechtsgeleerde Abraham Perrenot (1726-1784) voor staatsrecht, vaderlandse geschiedenis en Nederlands, Jean-Frédéric Euler voor Latijn en Duits en naderhand ook door de geschiedkundige Herman Tollius.
Na een militaire opleiding in Brunswijk, waar zijn neef regerend hertog was, begon de actieve dienst van de prins in 1792 toen de Staten-Generaal hem de rang van luitenant-generaal der cavalerie en grootmeester der artillerie verleenden. In 1793 werd reeds gebruikgemaakt van zijn militaire capaciteiten toen de Republiek verdedigd moest worden tegen de Fransen. Hij bleek een bezielend aanvoerder en stond meestal in de voorste gelederen. Prins Frederik had de verdediging op zich genomen van het noordwestelijke deel van Staats-Brabant. Later was hij onderbevelhebber van zijn oudere broer in Vlaanderen, bij Menen en Veurne. Het Staatse leger leverde daar op 12/13 september 1793 slag bij Wervik tegen het Franse Armée du Nord, waar prins Frederik door een kogel aan zijn schouder gewond raakte. Hij is van deze verwonding nooit geheel genezen. In 1794 werd hij benoemd tot generaal der cavalerie. In het vroege voorjaar onderscheidde hij zich bij het beleg van Landrecies.
In 1795 wilde de prins zich met de loyale troepen terugtrekken op Friesland, om van daaruit de Fransen en de patriotten te bevechten. Dit werd hem door zijn vader niet toegestaan, waarna hij met het stadhouderlijk gezin naar Engeland vluchtte. Op 22 juli 1795 vertrok prins Frederik met zijn aide de camp De Perponcher naar Osnabrück, waar het zogeheten Rassemblement van Osnabrück plaatsvond. In het koninkrijk Hannover verzamelden zich oranjegezinde officieren en er zouden troepen geworven worden voor een inval in de Bataafse Republiek. Pruisen wilde echter een oorlog met Frankrijk vermijden en onder deze druk werd het rassemblement opgeheven.
In Engeland vond hij zijn grote liefde: prinses Mary, een van de dochters van de Engelse koning George III. Van een huwelijk kon echter nog geen sprake zijn omdat George III vond dat zijn ongehuwde oudere dochters eerder aan de beurt waren.

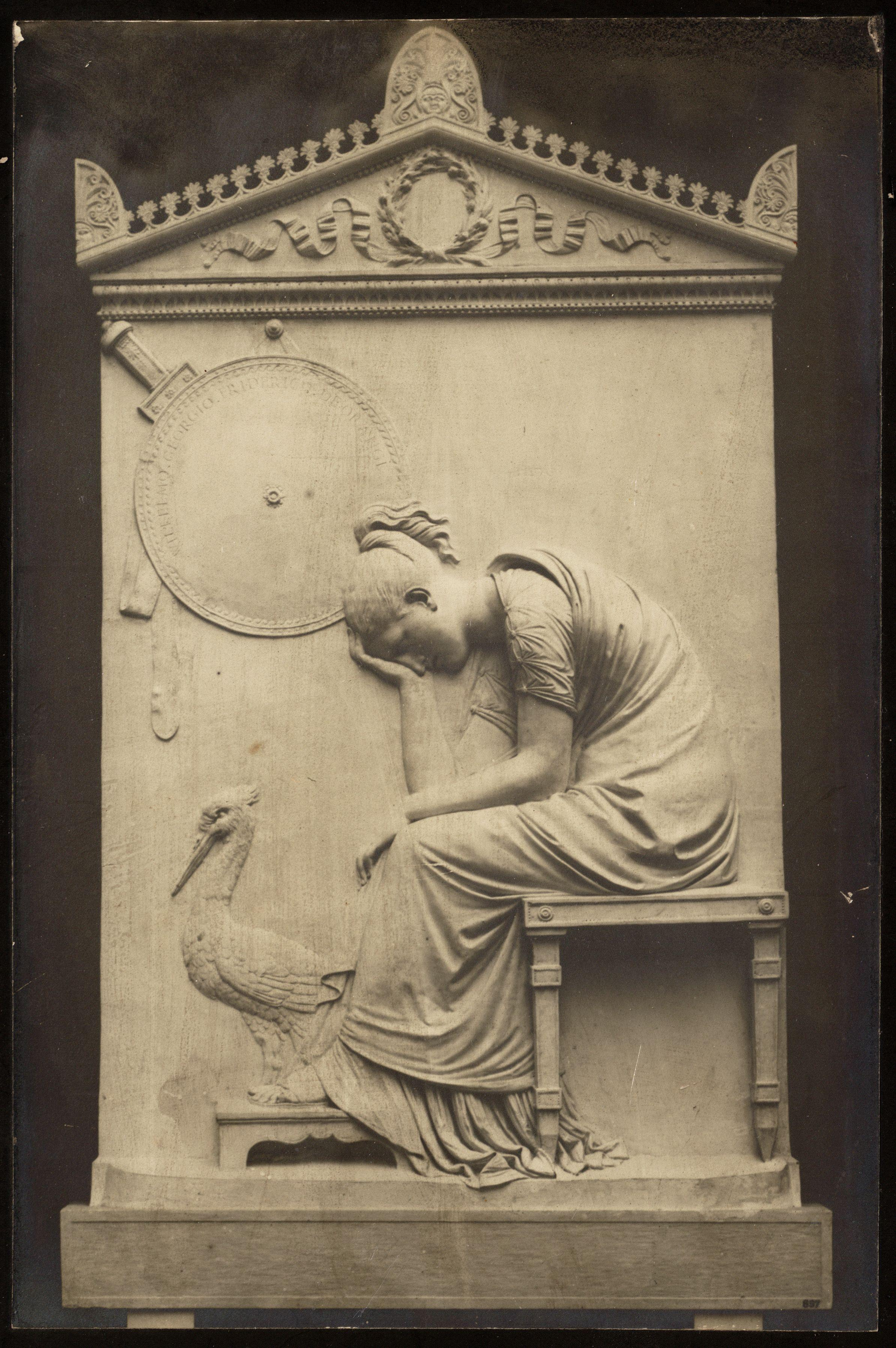
Grafmonument, uitgevoerd door de beeldhouwer Antonio Canova.

## In Oostenrijkse dienst
Prins Frederik begaf zich via Engeland naar Wenen, waar hij in mei 1796 in het Oostenrijkse leger dienst nam met de rang van generaal-majoor. Hij had het bevel over een brigade in het corps van Von Wartensleben, in het leger van aartshertog Karel. Later was hij in Nassau en Zuid-Duitsland onder bevel van Kray, ter verdediging van dat gebied. Prins Frederik nam deel aan diverse gevechten in Duitsland en speelde een rol in de verovering van Kehl in januari 1797. Omdat Frederik de Oostenrijkse legertactiek in Zuid-Duitsland misprees, verlangde aartshertog Karel dat hij samen met hem naar Italië vertrok. Daar werd hij bevelhebber van vier bataljons Duitse grenadiers. Met succes wist hij op 2 april 1797 de voorhoede van Napoleon bij Einöd tegen te houden, kort voordat de wapenstilstand viel bij Leoben, die resulteerde in de Vrede van Campo Formio. Vanwege zijn optreden in Einöd kreeg hij van de Oostenrijkse keizer de Maria Theresia Orde. Omdat hij nog steeds last had van zijn schouderwond, werd hij in de zomer van 1797 geopereerd te Görz en verbleef langdurig voor herstel in Baden. Op 29 oktober 1797 werd hij benoemd tot luitenant-veldmaarschalk. Met ziekteverlof bracht hij in de winter van 1797/1798 een bezoek aan Hampton Court. Eind april 1798 keerde hij terug naar Wenen. Er volgde een vijf weken durende inspectietocht langs de Italiaanse grens. Prins Frederik bleek nog steeds niet geheel hersteld en stortte in bij Gorizia. Op 14 november 1798 werd hij benoemd tot opperbevelhebber van het Oostenrijkse leger in Italië, met de titel van kaiserlicher und königlicher Feldzeugmeister. Daar bereidde hij het leger voor op de strijd tegen het Franse leger onder Schérer. Begin december 1798 betrok de prins zijn hoofdkwartier te Padua. Hij concentreerde zich op inspectiereizen en wapenschouwen.
Hij bezocht de vele zieken uit het leger. Mogelijk is de prins bij een van deze bezoeken besmet geraakt met een kwaadaardige koorts. In de nacht van 5 op 6 januari 1799 stierf prins Frederik in de armen van zijn adjudant De Perponcher.
Prins Frederik werd bijgezet in de kruisgang van het Heremietenklooster van Padua. In 1807 liet zijn familie een door Antonio Canova vervaardigd marmeren gedenkteken plaatsen. Dit gedenkteken is met de overblijfselen in 1815 overgebracht naar een nieuw graf aan de buitenzijde van de nabijgelegen Heremietenkerk (Chiesa degli Eremitani). De protestantse Frederik mocht niet in de kerk zelf rusten. In 1820 werd het stoffelijk overschot alsnog in de kerk herbegraven.

## Herbegrafenis 1896
In 1896 wilde koningin-regentes Emma dat de stoffelijke resten van de prins werden overgebracht naar de Nieuwe Kerk in Delft. Ze reisde daartoe zelf naar Padua. Op de in de archieven aangegeven plaats werd het stoffelijk overschot echter niet aangetroffen. Het (uiteindelijk gevonden) overschot werd op 3 juli 1896 met een Nederlands marineschip naar Nederland overgebracht en op 7 augustus 1896 bijgezet in de grafkelder van Oranje-Nassau in Delft. Het gedenkteken werd eveneens opnieuw ingemetseld in de Nieuwe Kerk, waar het achter het praalgraf van Willem van Oranje aanwezig is.

## Kwartierstaat
| Johan Willem Friso van Nassau-Dietz (1687–1711) | Johan Willem Friso van Nassau-Dietz (1687–1711) | Johan Willem Friso van Nassau-Dietz (1687–1711) | Johan Willem Friso van Nassau-Dietz (1687–1711) | Johan Willem Friso van Nassau-Dietz (1687–1711) | Johan Willem Friso van Nassau-Dietz (1687–1711) | Maria Louise van Hessen-Kassel (1688-1765) | Maria Louise van Hessen-Kassel (1688-1765) | Maria Louise van Hessen-Kassel (1688-1765) | Maria Louise van Hessen-Kassel (1688-1765) | Maria Louise van Hessen-Kassel (1688-1765) | Maria Louise van Hessen-Kassel (1688-1765) |                                        |                                        | George II van Groot-Brittannië (1683-1760) | George II van Groot-Brittannië (1683-1760) | George II van Groot-Brittannië (1683-1760) | George II van Groot-Brittannië (1683-1760) | George II van Groot-Brittannië (1683-1760) | George II van Groot-Brittannië (1683-1760) | Caroline van Brandenburg-Ansbach (1683-1737) | Caroline van Brandenburg-Ansbach (1683-1737) | Caroline van Brandenburg-Ansbach (1683-1737) | Caroline van Brandenburg-Ansbach (1683-1737) | Caroline van Brandenburg-Ansbach (1683-1737) | Caroline van Brandenburg-Ansbach (1683-1737) |                                      |                                      | Frederik Willem I van Pruisen (1688-1740) | Frederik Willem I van Pruisen (1688-1740) | Frederik Willem I van Pruisen (1688-1740) | Frederik Willem I van Pruisen (1688-1740) | Frederik Willem I van Pruisen (1688-1740) | Frederik Willem I van Pruisen (1688-1740) | Sophia Dorothea van Hannover (1687-1757)             | Sophia Dorothea van Hannover (1687-1757)             | Sophia Dorothea van Hannover (1687-1757)             | Sophia Dorothea van Hannover (1687-1757)             | Sophia Dorothea van Hannover (1687-1757)             | Sophia Dorothea van Hannover (1687-1757)             |                                    |                                    | Ferdinand Albrecht II van Brunswijk-Wolfenbüttel (1680-1735) | Ferdinand Albrecht II van Brunswijk-Wolfenbüttel (1680-1735) | Ferdinand Albrecht II van Brunswijk-Wolfenbüttel (1680-1735) | Ferdinand Albrecht II van Brunswijk-Wolfenbüttel (1680-1735) | Ferdinand Albrecht II van Brunswijk-Wolfenbüttel (1680-1735) | Ferdinand Albrecht II van Brunswijk-Wolfenbüttel (1680-1735) | Antoinette Amalia van Brunswijk-Wolfenbüttel (1696-1762) | Antoinette Amalia van Brunswijk-Wolfenbüttel (1696-1762) | Antoinette Amalia van Brunswijk-Wolfenbüttel (1696-1762) | Antoinette Amalia van Brunswijk-Wolfenbüttel (1696-1762) | Antoinette Amalia van Brunswijk-Wolfenbüttel (1696-1762) | Antoinette Amalia van Brunswijk-Wolfenbüttel (1696-1762) |  |  |  |  |  |  |  |  |  |  |  |  |  |  |  |  |  |  |  |  |  |  |  |  |  |  |  |  |  |  |  |  |  |  |  |  |  |  |  |  |  |  |  |  |  |  |  |  |
| Johan Willem Friso van Nassau-Dietz (1687–1711) | Johan Willem Friso van Nassau-Dietz (1687–1711) | Johan Willem Friso van Nassau-Dietz (1687–1711) | Johan Willem Friso van Nassau-Dietz (1687–1711) | Johan Willem Friso van Nassau-Dietz (1687–1711) | Johan Willem Friso van Nassau-Dietz (1687–1711) | Maria Louise van Hessen-Kassel (1688-1765) | Maria Louise van Hessen-Kassel (1688-1765) | Maria Louise van Hessen-Kassel (1688-1765) | Maria Louise van Hessen-Kassel (1688-1765) | Maria Louise van Hessen-Kassel (1688-1765) | Maria Louise van Hessen-Kassel (1688-1765) |                                        |                                        | George II van Groot-Brittannië (1683-1760) | George II van Groot-Brittannië (1683-1760) | George II van Groot-Brittannië (1683-1760) | George II van Groot-Brittannië (1683-1760) | George II van Groot-Brittannië (1683-1760) | George II van Groot-Brittannië (1683-1760) | Caroline van Brandenburg-Ansbach (1683-1737) | Caroline van Brandenburg-Ansbach (1683-1737) | Caroline van Brandenburg-Ansbach (1683-1737) | Caroline van Brandenburg-Ansbach (1683-1737) | Caroline van Brandenburg-Ansbach (1683-1737) | Caroline van Brandenburg-Ansbach (1683-1737) |                                      |                                      | Frederik Willem I van Pruisen (1688-1740) | Frederik Willem I van Pruisen (1688-1740) | Frederik Willem I van Pruisen (1688-1740) | Frederik Willem I van Pruisen (1688-1740) | Frederik Willem I van Pruisen (1688-1740) | Frederik Willem I van Pruisen (1688-1740) | Sophia Dorothea van Hannover (1687-1757)             | Sophia Dorothea van Hannover (1687-1757)             | Sophia Dorothea van Hannover (1687-1757)             | Sophia Dorothea van Hannover (1687-1757)             | Sophia Dorothea van Hannover (1687-1757)             | Sophia Dorothea van Hannover (1687-1757)             |                                    |                                    | Ferdinand Albrecht II van Brunswijk-Wolfenbüttel (1680-1735) | Ferdinand Albrecht II van Brunswijk-Wolfenbüttel (1680-1735) | Ferdinand Albrecht II van Brunswijk-Wolfenbüttel (1680-1735) | Ferdinand Albrecht II van Brunswijk-Wolfenbüttel (1680-1735) | Ferdinand Albrecht II van Brunswijk-Wolfenbüttel (1680-1735) | Ferdinand Albrecht II van Brunswijk-Wolfenbüttel (1680-1735) | Antoinette Amalia van Brunswijk-Wolfenbüttel (1696-1762) | Antoinette Amalia van Brunswijk-Wolfenbüttel (1696-1762) | Antoinette Amalia van Brunswijk-Wolfenbüttel (1696-1762) | Antoinette Amalia van Brunswijk-Wolfenbüttel (1696-1762) | Antoinette Amalia van Brunswijk-Wolfenbüttel (1696-1762) | Antoinette Amalia van Brunswijk-Wolfenbüttel (1696-1762) |  |  |  |  |  |  |  |  |  |  |  |  |  |  |  |  |  |  |  |  |  |  |  |  |  |  |  |  |  |  |  |  |  |  |  |  |  |  |  |  |  |  |  |  |  |  |  |  |
|                                                 |                                                 |                                                 |                                                 |                                                 |                                                 |                                            |                                            |                                            |                                            |                                            |                                            |                                        |                                        |                                            |                                            |                                            |                                            |                                            |                                            |                                              |                                              |                                              |                                              |                                              |                                              |                                      |                                      |                                           |                                           |                                           |                                           |                                           |                                           |                                                      |                                                      |                                                      |                                                      |                                                      |                                                      |                                    |                                    |                                                              |                                                              |                                                              |                                                              |                                                              |                                                              |                                                          |                                                          |                                                          |                                                          |                                                          |                                                          |  |  |  |  |  |  |  |  |  |  |  |  |  |  |  |  |  |  |  |  |  |  |  |  |  |  |  |  |  |  |  |  |  |  |  |  |  |  |  |  |  |  |  |  |  |  |  |  |
|                                                 |                                                 |                                                 |                                                 | Willem IV van Oranje-Nassau (1711-1751)         | Willem IV van Oranje-Nassau (1711-1751)         | Willem IV van Oranje-Nassau (1711-1751)    | Willem IV van Oranje-Nassau (1711-1751)    | Willem IV van Oranje-Nassau (1711-1751)    | Willem IV van Oranje-Nassau (1711-1751)    |                                            |                                            |                                        |                                        |                                            |                                            | Anna van Hannover (1709-1759)              | Anna van Hannover (1709-1759)              | Anna van Hannover (1709-1759)              | Anna van Hannover (1709-1759)              | Anna van Hannover (1709-1759)                | Anna van Hannover (1709-1759)                |                                              |                                              |                                              |                                              |                                      |                                      |                                           |                                           |                                           |                                           | August Willem van Pruisen (1722—1758)     | August Willem van Pruisen (1722—1758)     | August Willem van Pruisen (1722—1758)                | August Willem van Pruisen (1722—1758)                | August Willem van Pruisen (1722—1758)                | August Willem van Pruisen (1722—1758)                |                                                      |                                                      |                                    |                                    |                                                              |                                                              | Amalia van Brunswijk-Wolfenbüttel (1722-1780)                | Amalia van Brunswijk-Wolfenbüttel (1722-1780)                | Amalia van Brunswijk-Wolfenbüttel (1722-1780)                | Amalia van Brunswijk-Wolfenbüttel (1722-1780)                | Amalia van Brunswijk-Wolfenbüttel (1722-1780)            | Amalia van Brunswijk-Wolfenbüttel (1722-1780)            |                                                          |                                                          |                                                          |                                                          |  |  |  |  |  |  |  |  |  |  |  |  |  |  |  |  |  |  |  |  |  |  |  |  |  |  |  |  |  |  |  |  |  |  |  |  |  |  |  |  |  |  |  |  |  |  |  |  |
|                                                 |                                                 |                                                 |                                                 | Willem IV van Oranje-Nassau (1711-1751)         | Willem IV van Oranje-Nassau (1711-1751)         | Willem IV van Oranje-Nassau (1711-1751)    | Willem IV van Oranje-Nassau (1711-1751)    | Willem IV van Oranje-Nassau (1711-1751)    | Willem IV van Oranje-Nassau (1711-1751)    |                                            |                                            |                                        |                                        |                                            |                                            | Anna van Hannover (1709-1759)              | Anna van Hannover (1709-1759)              | Anna van Hannover (1709-1759)              | Anna van Hannover (1709-1759)              | Anna van Hannover (1709-1759)                | Anna van Hannover (1709-1759)                |                                              |                                              |                                              |                                              |                                      |                                      |                                           |                                           |                                           |                                           | August Willem van Pruisen (1722—1758)     | August Willem van Pruisen (1722—1758)     | August Willem van Pruisen (1722—1758)                | August Willem van Pruisen (1722—1758)                | August Willem van Pruisen (1722—1758)                | August Willem van Pruisen (1722—1758)                |                                                      |                                                      |                                    |                                    |                                                              |                                                              | Amalia van Brunswijk-Wolfenbüttel (1722-1780)                | Amalia van Brunswijk-Wolfenbüttel (1722-1780)                | Amalia van Brunswijk-Wolfenbüttel (1722-1780)                | Amalia van Brunswijk-Wolfenbüttel (1722-1780)                | Amalia van Brunswijk-Wolfenbüttel (1722-1780)            | Amalia van Brunswijk-Wolfenbüttel (1722-1780)            |                                                          |                                                          |                                                          |                                                          |  |  |  |  |  |  |  |  |  |  |  |  |  |  |  |  |  |  |  |  |  |  |  |  |  |  |  |  |  |  |  |  |  |  |  |  |  |  |  |  |  |  |  |  |  |  |  |  |
|                                                 |                                                 |                                                 |                                                 |                                                 |                                                 |                                            |                                            |                                            |                                            | Willem V van Oranje-Nassau (1748–1806)     | Willem V van Oranje-Nassau (1748–1806)     | Willem V van Oranje-Nassau (1748–1806) | Willem V van Oranje-Nassau (1748–1806) | Willem V van Oranje-Nassau (1748–1806)     | Willem V van Oranje-Nassau (1748–1806)     |                                            |                                            |                                            |                                            |                                              |                                              |                                              |                                              |                                              |                                              |                                      |                                      |                                           |                                           |                                           |                                           |                                           |                                           |                                                      |                                                      |                                                      |                                                      | Wilhelmina van Pruisen (1751-1820)                   | Wilhelmina van Pruisen (1751-1820)                   | Wilhelmina van Pruisen (1751-1820) | Wilhelmina van Pruisen (1751-1820) | Wilhelmina van Pruisen (1751-1820)                           | Wilhelmina van Pruisen (1751-1820)                           |                                                              |                                                              |                                                              |                                                              |                                                          |                                                          |                                                          |                                                          |                                                          |                                                          |  |  |  |  |  |  |  |  |  |  |  |  |  |  |  |  |  |  |  |  |  |  |  |  |  |  |  |  |  |  |  |  |  |  |  |  |  |  |  |  |  |  |  |  |  |  |  |  |
|                                                 |                                                 |                                                 |                                                 |                                                 |                                                 |                                            |                                            |                                            |                                            | Willem V van Oranje-Nassau (1748–1806)     | Willem V van Oranje-Nassau (1748–1806)     | Willem V van Oranje-Nassau (1748–1806) | Willem V van Oranje-Nassau (1748–1806) | Willem V van Oranje-Nassau (1748–1806)     | Willem V van Oranje-Nassau (1748–1806)     |                                            |                                            |                                            |                                            |                                              |                                              |                                              |                                              |                                              |                                              |                                      |                                      |                                           |                                           |                                           |                                           |                                           |                                           |                                                      |                                                      |                                                      |                                                      | Wilhelmina van Pruisen (1751-1820)                   | Wilhelmina van Pruisen (1751-1820)                   | Wilhelmina van Pruisen (1751-1820) | Wilhelmina van Pruisen (1751-1820) | Wilhelmina van Pruisen (1751-1820)                           | Wilhelmina van Pruisen (1751-1820)                           |                                                              |                                                              |                                                              |                                                              |                                                          |                                                          |                                                          |                                                          |                                                          |                                                          |  |  |  |  |  |  |  |  |  |  |  |  |  |  |  |  |  |  |  |  |  |  |  |  |  |  |  |  |  |  |  |  |  |  |  |  |  |  |  |  |  |  |  |  |  |  |  |  |
|                                                 |                                                 |                                                 |                                                 |                                                 |                                                 |                                            |                                            |                                            |                                            |                                            |                                            |                                        |                                        |                                            |                                            |                                            |                                            |                                            |                                            |                                              |                                              |                                              |                                              |                                              |                                              |                                      |                                      |                                           |                                           |                                           |                                           |                                           |                                           |                                                      |                                                      |                                                      |                                                      |                                                      |                                                      |                                    |                                    |                                                              |                                                              |                                                              |                                                              |                                                              |                                                              |                                                          |                                                          |                                                          |                                                          |                                                          |                                                          |  |  |  |  |  |  |  |  |  |  |  |  |  |  |  |  |  |  |  |  |  |  |  |  |  |  |  |  |  |  |  |  |  |  |  |  |  |  |  |  |  |  |  |  |  |  |  |  |
|                                                 |                                                 |                                                 |                                                 |                                                 |                                                 |                                            |                                            |                                            |                                            |                                            |                                            |                                        |                                        |                                            |                                            |                                            |                                            |                                            |                                            |                                              |                                              |                                              |                                              |                                              |                                              |                                      |                                      |                                           |                                           |                                           |                                           |                                           |                                           |                                                      |                                                      |                                                      |                                                      |                                                      |                                                      |                                    |                                    |                                                              |                                                              |                                                              |                                                              |                                                              |                                                              |                                                          |                                                          |                                                          |                                                          |                                                          |                                                          |  |  |  |  |  |  |  |  |  |  |  |  |  |  |  |  |  |  |  |  |  |  |  |  |  |  |  |  |  |  |  |  |  |  |  |  |  |  |  |  |  |  |  |  |  |  |  |  |
|                                                 |                                                 |                                                 |                                                 |                                                 |                                                 |                                            |                                            |                                            |                                            |                                            |                                            |                                        |                                        | Louise van Oranje-Nassau (1770-1819)       | Louise van Oranje-Nassau (1770-1819)       | Louise van Oranje-Nassau (1770-1819)       | Louise van Oranje-Nassau (1770-1819)       | Louise van Oranje-Nassau (1770-1819)       | Louise van Oranje-Nassau (1770-1819)       |                                              |                                              |                                              |                                              | Willem I der Nederlanden (1772–1843)         | Willem I der Nederlanden (1772–1843)         | Willem I der Nederlanden (1772–1843) | Willem I der Nederlanden (1772–1843) | Willem I der Nederlanden (1772–1843)      | Willem I der Nederlanden (1772–1843)      |                                           |                                           |                                           |                                           | Willem George Frederik van Oranje-Nassau (1774-1799) | Willem George Frederik van Oranje-Nassau (1774-1799) | Willem George Frederik van Oranje-Nassau (1774-1799) | Willem George Frederik van Oranje-Nassau (1774-1799) | Willem George Frederik van Oranje-Nassau (1774-1799) | Willem George Frederik van Oranje-Nassau (1774-1799) |                                    |                                    |                                                              |                                                              |                                                              |                                                              |                                                              |                                                              |                                                          |                                                          |                                                          |                                                          |                                                          |                                                          |  |  |  |  |  |  |  |  |  |  |  |  |  |  |  |  |  |  |  |  |  |  |  |  |  |  |  |  |  |  |  |  |  |  |  |  |  |  |  |  |  |  |  |  |  |  |  |  |